# Lijst van voetbalinterlands Japan - Zambia
Deze lijst van voetbalinterlands is een overzicht van alle officiële voetbalwedstrijden tussen de nationale teams van Japan en Zambia. De landen speelden tot op heden een keer tegen elkaar. Dat was een vriendschappelijke wedstrijd op 6 juni 2014 in Tampa (Verenigde Staten). Voor het Japans voetbalelftal was dit een oefenwedstrijd in de voorbereiding op het Wereldkampioenschap voetbal 2014.

## Wedstrijden
| № | Datum | Plaats      | Competitie        | Wedstrijd      | Uitslag |
| - | ----- | ----------- | ----------------- | -------------- | ------- |
| 1 | Tampa | 6 juni 2014 | Vriendschappelijk | Japan – Zambia | 4 – 3   |

## Samenvatting
| Competitie        | Totaal gespeeld | Winst Japan | Gelijk | Winst Zambia | Doelsaldo Japan – Zambia |
| ----------------- | --------------- | ----------- | ------ | ------------ | ------------------------ |
| Vriendschappelijk | 1               | 1           | 0      | 0            | 4 – 3                    |
| Totaal            | 1               | 1           | 0      | 0            | 4 – 3                    |

## Details

### Eerste ontmoeting
| Vriendschappelijk (Tampa, Verenigde Staten, 6 juni 2014): |              | |
| Japan | 4 – 3        | Zambia |
| Keisuke Honda 40' (pen.) Shinji Kagawa 73' Keisuke Honda 75' Yoshito Okubo 90+1' | goals        | 9' Chris Katongo 29' Nathan Sinkala 89' Lamisha Musonda |
| Alberto Zaccheroni | bondscoach   | Patrice Beaumelle |
| Shusaku Nishikawa Yuto Nagatomo Maya Yoshida Atsuto Uchida 67' Yasuyuki Konno 60' Shinji Kagawa 77' Keisuke Honda Yasuhito Endō 90' Hotaru Yamaguchi Shinji Okazaki 60' Yoichiro Kakitani 46' | opstellingen | Toaster Nsabata Nathan Sinkala 90' Emmanuel Mbola 88' Jimmy Chisenga Stoppila Sunzu Kondwani Mtonga 75' Chisamba Lungu Felix Katongo Isaac Chansa 52' Emmanuel Mayuka Chris Katongo |
| Yoshito Okubo 46' Yuya Osako 60' Masato Morishige 60' Hiroki Sakai 67' Manabu Saito 77' Toshihiro Aoyama 90'                                                                                  | wissels      | 52' Jacob Mulenga 75' Lamisha Musonda 88' Adrian Chama 90' Joseph Musonda |
| Yoshito Okubo 72' Maya Yoshida 82' Hiroki Sakai 86' | gele kaarten | 79' Chris Katongo |

JFA · A-Internationals · Selecties · Bondscoaches · Statistieken · Olympisch elftal · Japans vrouwenelftal · Japan U21 · Japan U20 · Japan U19 · Japan U18 · Japan U17
1910 – 1949 · 
1950 – 1959 · 
1960 – 1969 · 
1970 – 1979 · 
1980 – 1989 · 
1990 – 1999 · 
2000 – 2009 · 
2010 – 2019 · 
2020 – 2029
CC 1995 · 
CC 2001 · 
CC 2003 · 
CC 2005
WK 1998 · 
WK 2002 · 
WK 2006 · 
WK 2010 · 
WK 2014 · 
WK 2018
OS 1936 · 
OS 1956 ·
OS 1964 · 
OS 1968 · 
OS 1996 ·
OS 2000 ·
OS 2004 ·
OS 2008 ·
OS 2012 ·
OS 2016 ·
OS 2020
1917 · 
1918 · 1919 · 
1921 · 
1922 · 
1923 · 
1924 · 
1925 · 
1926 · 
1927 · 
1928 · 1929 · 
1930 · 
1931 · 1932 · 1933 · 
1934 · 
1935 · 
1936 · 
1937 · 1938 · 
1939 · 
1940 · 
1941 · 
1942 · 
1943 – 1950 · 
1951 · 
1952 · 1953 · 
1954 · 
1955 · 
1956 · 
1957 · 
1958 · 
1959 · 
1960 · 
1961 · 
1962 · 
1963 · 
1964 · 
1965 · 
1966 · 
1967 · 
1968 · 
1969 · 
1970 · 
1971 · 
1972 · 
1973 · 
1974 · 
1975 · 
1976 · 
1977 · 
1978 · 
1979 · 
1980 · 
1981 · 
1982 · 
1983 · 
1984 · 
1985 · 
1986 · 
1987 · 
1988 · 
1989 · 
1990 · 
1991 · 
1992 · 
1993 · 
1994 · 
1995 · 
1996 · 
1997 · 
1998 · 
1999 · 
2000 · 
2001 · 
2002 · 
2003 · 
2004 · 
2005 · 
2006 · 
2007 · 
2008 · 
2009 · 
2010 · 
2011 · 
2012 · 
2013 · 
2014 · 
2015 ·
2016 ·
2017 ·
2018 ·
2019 ·
2020 ·
2021 ·
2022
Afghanistan ·
Angola ·
Argentinië ·
Australië ·
Azerbeidzjan · 
Bahrein ·
Bangladesh ·
België ·
Bolivia ·
Bosnië en Herzegovina ·
Brazilië ·
Brunei ·
Bulgarije ·
Cambodja ·
Canada ·
Chili ·
China ·
Colombia ·
Costa Rica ·
Cyprus ·
Denemarken ·
Duitsland ·
Ecuador ·
Egypte ·
El Salvador ·
Engeland ·
Filipijnen ·
Finland ·
Frankrijk ·
Ghana ·
Griekenland ·
Guatemala ·
Haïti ·
Honduras ·
Hongarije ·
Hongkong ·
IJsland ·
India ·
Indonesië ·
Irak ·
Iran ·
Israël ·
Italië ·
Ivoorkust ·
Jamaica ·
Jemen ·
Joegoslavië ·
Jordanië ·
Kameroen ·
Kazachstan ·
Kirgizië ·
Koeweit ·
Kroatië ·
Letland ·
Luxemburg ·
Macau ·
Maleisië ·
Mali ·
Malta ·
Mexico ·
Mongolië ·
Montenegro ·
Myanmar ·
Nederland ·
Nepal ·
Nieuw-Zeeland ·
Nigeria ·
Noord-Korea ·
Noorwegen ·
Oekraïne ·
Oezbekistan ·
Oman ·
Oostenrijk ·
Pakistan ·
Palestina ·
Panama ·
Paraguay ·
Peru ·
Polen ·
Qatar ·
Roemenië ·
Rusland ·
Saoedi-Arabië ·
Schotland ·
Senegal ·
Servië ·
Servië en Montenegro ·
Singapore ·
Slowakije ·
Sovjet-Unie ·
Spanje ·
Sri Lanka ·
Syrië ·
Tadzjikistan ·
Taiwan ·
Thailand ·
Togo ·
Trinidad en Tobago ·
Tsjechië ·
Tunesië ·
Turkije ·
Turkmenistan ·
Uruguay ·
Venezuela ·
Verenigde Arabische Emiraten ·
Verenigde Staten ·
Vietnam ·
Wales ·
Wit-Rusland ·
Zambia ·
Zuid-Afrika ·
Zuid-Jemen ·
Zuid-Korea ·
Zuid-Vietnam ·
Zweden ·
Zwitserland
Australië (2006) · 
Brazilië (2006) · 
België (2018) · 
Colombia (2014) · 
Colombia (2018) ·
Denemarken (2010) ·
Duitsland (2022) · 
Frankrijk (2001) · 
Griekenland (2014) · 
Ivoorkust (2014) · 
Kameroen (2010) · 
Kroatië (2006) · 
Nederland (2010) ·
Polen (2018) ·
Senegal (2018) ·
Spanje (2022)
FAZ · 
A-internationals · 
Selecties · 
Statistieken · 
Zambiaans vrouwenelftal · 
Olympisch elftal · 
Zambia U21 · 
Zambia U20 · 
Zambia U18 · 
Zambia U17
1964 – 1979 ·
1980 – 1989 ·
1990 – 1999 ·
2000 – 2009 ·
2010 – 2019 ·
2020 − 2029
1964 ·
1965 ·
1966 ·
1967 ·
1968 ·
1969 ·
1970 ·
1971 ·
1972 ·
1973 ·
1974 ·
1975 ·
1976 ·
1977 ·
1978 ·
1979 ·
1980 ·
1981 ·
1982 ·
1983 ·
1984 ·
1985 ·
1986 ·
1987 ·
1988 ·
1989 ·
1990 ·
1991 ·
1992 ·
1993 ·
1994 ·
1995 ·
1996 ·
1997 ·
1998 ·
1999 ·
2000 ·
2001 ·
2002 ·
2003 ·
2004 ·
2005 ·
2006 ·
2007 ·
2008 ·
2009 ·
2010 ·
2011 ·
2012 ·
2013 ·
2014 ·
2015 ·
2016 ·
2017 ·
2018 ·
2019 ·
2020 ·
2021 ·
2022
Algerije · 
Angola ·
België ·
Benin ·
Botswana ·
Brazilië ·
Burkina Faso ·
Burundi ·
Chili ·
China ·
Comoren ·
Congo-Brazzaville ·
Congo-Kinshasa ·
Djibouti ·
Ecuador ·
Egypte ·
Equatoriaal-Guinea ·
Ethiopië ·
Gabon ·
Gambia ·
Ghana ·
Guinee ·
Guinee-Bissau ·
Honduras ·
India ·
Irak ·
Iran ·
Israël ·
Ivoorkust ·
Jamaica ·
Japan ·
Jemen ·
Jordanië ·
Kaapverdië ·
Kameroen ·
Kenia ·
Koeweit ·
Lesotho ·
Liberia ·
Libië ·
Madagaskar ·
Malawi ·
Mali ·
Marokko ·
Mauritanië ·
Mauritius ·
Mozambique ·
Namibië ·
Niger ·
Nigeria ·
Noord-Korea ·
Oeganda ·
Oman ·
Rwanda ·
Saoedi-Arabië ·
Senegal ·
Seychellen ·
Sierra Leone ·
Soedan ·
Somalië ·
Swaziland ·
Tanzania ·
Togo ·
Tsjaad ·
Tunesië ·
Zimbabwe ·
Zuid-Afrika ·
Zuid-Korea
Ivoorkust (2012)